# Fjell (plaats)
Fjell is een plaats in de Noorse gemeente Øygarden, provincie Vestland. Fjell telt 263 inwoners (2007) en heeft een oppervlakte van 0,24 km².

## Naam
De gemeente (oorspronkelijk parochie) is vernoemd naar de gelijknamige boerderij Fjell (Noors: Fjall) omdat de eerste kerk daar werd gebouwd. De naam is identiek aan het woord fjall dat berg betekent. De oudste vorm van de gemeentenaam was dan ook Undir Fjalli dat 'onder de berg' betekent. Tot 1918 werd de naam geschreven als "Fjeld".
Ågotnes · Fjell · Knappskog · Knarrevik/Straume · Li · Misje · Skoge/Møvik · Solsvik · Vindenes